# Leonid Nikitowitsch Barabanow
Leonid Nikitowitsch Barabanow (russisch Леонид Никитович Барабанов, wiss. Transliteration Leonid Nikitovič Barabanov; * 22. Januar 1927 im Gouvernement Smolensk; † 10. März 2008) war ein russischer Geologe und Hydrogeologe.

## Leben
Barabanow wurde 1927 im Gouvernement Smolensk in der damaligen Sowjetunion als Sohn eines Eisenbahnmeisters und einer Landlehrerin geboren. 1949 schloss er sein Studium am international renommierten Moskauer Institut für geologische Prospektion (MGRI; heute Russische Staatliche Geologische Prospektionsuniversität, benannt nach Sergo Ordschonikidse; russisch Российский государственный геологоразведочный университет) in Hydrogeologie ab.
Zeit seines Lebens forschte er auf dem Gebiet der Thermal- und Mineralwässer. Barabanow wurde 1958 mit einer Arbeit über die Thermalwasser des Kleinen Kaukasus promoviert. Später erforschte er das östliche Sayan-Gebirge, die Karpaten, das Gebiet der Republik Tuwa und Kirgistan, die Wüste Karakum und das Pamir-Gebirge.
Am Institut für Balneologie erstellte er zusammen mit dem Hydrologen Waleri Wladimirowitsch Iwanow (russisch Валерий Владимирович Иванов, wiss. Transliteration Valerij Vladimirovič Ivanov) eine Karte der Mineral- und Thermalwässer der UdSSR. Zusammen mit W. N. Disler (russisch В. Н. Дислер, wiss. Transliteration V. N. Disler) erstellt er eine Monographie über die Stickstoffthermen der UdSSR.
Von 1970 bis 1976 arbeitete Barabanow am Institut für Vulkanologie des Fernöstlichen Wissenschaftszentrums der Akademie der Wissenschaften der UdSSR. Er war Expeditionsteilnehmer beim Ausbruch des Vulkans Alaid im Jahr 1972 sowie beim Ausbruch des Tolbatschik-Vulkans in den Jahren 1975 bis 1976. Außerdem untersuchte er die Pauschetski-Thermalquellen im Süden der Halbinsel Kamtschatka. Einer seiner bedeutendsten Arbeiten stellt der 1972 vorgestellte zweibändige Forschungsbericht über die Thermalwasser der Kurilen dar.
In den letzten Jahren bis zu seinem Ruhestand beschäftigte sich Barabanow mit den Thermalquellen des Kaukasus. Ein Schwerpunkt waren Untersuchungen zum Vorkommen kohlensäurehaltiger Wässer zu Therapiezwecken.